# 大河底
大河底，是臺灣苗栗縣三灣鄉的一個傳統地域名稱，位於該鄉東南部。相較於今日行政區，其範圍大致與大河村相近。

## 歷史
台灣清治末期至日治初期，大河底地區為一街庄，稱為「大河底庄」，隸屬於竹南一堡。該庄北與永和山庄、下林坪庄、員林庄為鄰，東與四灣庄、南庄為鄰，南邊為獅潭庄、大桃坪庄，西邊為大坪林庄。
1901年（日治明治三十四年）11月，全台廢縣廳改設二十廳，該庄隸屬於新竹廳。1909年（明治四十二年）10月，合併二十廳為十二廳，該庄隸屬不變。1920年（大正九年），廢十二廳改設五州二廳，該庄改制為「大河底」大字，隸屬於新竹州竹南郡三灣庄。
戰後三灣庄改制為三灣鄉，隸屬於新竹縣，大字亦改制為村。1950年桃、竹、苗分治，三灣鄉改隸屬於苗栗縣。

## 聚落
本地區發展較早的聚落有八股、新公館、湯耙凸、十股、石莨（石崀）、三十份、三洽坑（部分）等，在日治期初期的官方地圖上已有記載。此外，本地區尚有穀倉坪、頭寮坑、大河底（十五份）、錫隘、石牌、下十股、伯公崀、上十股、紙寮下、馬麟社等聚落。

## 交通
省道台3線俗稱「內山公路」，是臺北至屏東的幹道，大致以縱向轉東西向再轉向東再轉縱向蜿蜒貫穿大河底地區，向北可前往三灣市區、峨眉、北埔、竹東下公館等地等地；向南可前往獅潭、汶水、大湖、卓蘭等地。
鄉道苗14線是九車籠至大河底的道路，其東側端點位於本地區西北部大河底聚落西側的省道台3線路口。由此向西南蜿蜒而行，出境後轉向西再轉西北可前往大坪林、中間坑、赤崎仔、造橋、淡文湖西南側並止於省道台1線路口。

## 學校
- 大河國小